# 鷺梁津站
鷺梁津站（：／ Noryangjinnyeok */?）是首都圈電鐵1號線的京釜線與首爾地鐵9號線沿線交會的一座轉乘車站，位於韓國首爾特別市銅雀區鷺梁津洞。
本站在1899年9月18日京仁線開通的同時以普通站開始營業，當時的車站曾經權宜設於麻浦的河流對面永登浦一帶。1900年7月8日京仁線完全開通的同時搬到現在的位置，開通當時的站務設備沒有拆去，後來用於永登浦站的營業。1974年8月15日起首都圈廣域鐵道電氣化工程完工，京釜線被編入首都圈電鐵1號線。

## 車站構造
屬1號線側的出口有1個，屬9號線側的出口則有6個，全站共計7處出口。

### 1號線月台
月台位於地上1樓，候車室等主要站務設施位於地上2樓。1~5號月台是首都圈電鐵1號線使用的高床月台，6、7號月台是京釜線旅客列車使用的低床月台，現在不使用。1號月台車站外部與바로連結，設有閘口。只設1個出口。4、5號月台設有月台幕門。過去貨物處理在低床月台旁的空間，混凝土貨物處理場在大約2014年時成立，完成貨物列車建築鋼材等的移動儲存這一種的貨運營運。

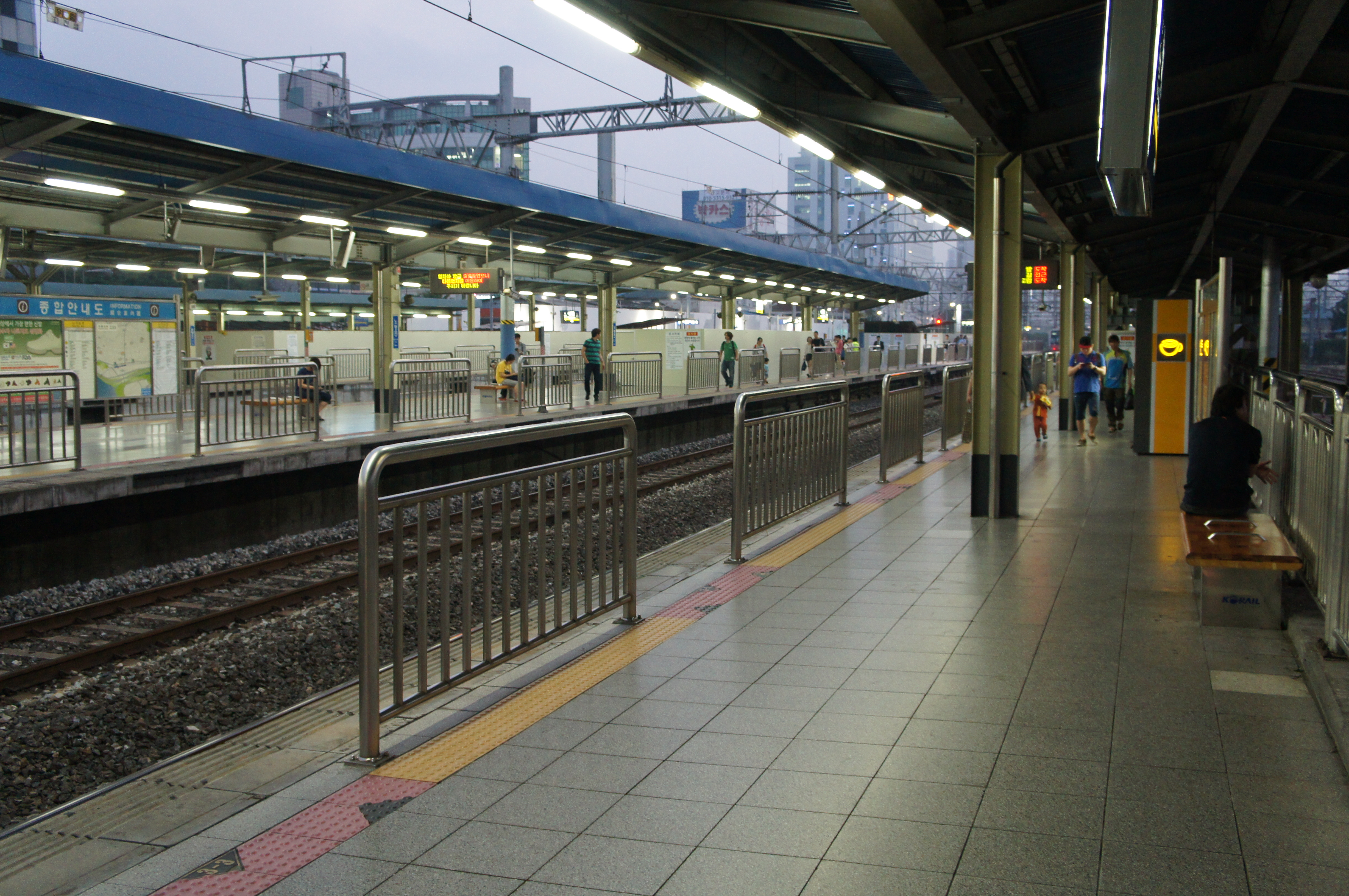
京釜線候車月台（安裝月台門前）

| ↑ 龍山                            |
| \| ７ \| ６５ \| ４３ \| ２ \| １ |
| 大方 ↓                            |

| 月台 | 路線             | 目的地                         |
| ---- | ---------------- | ------------------------------ |
| 1    | ●首都圈電鐵1號線 | 東仁川、天安方向（急行）       |
| 2    | ●首都圈電鐵1號線 | 龍山方向                       |
| 3    | ●首都圈電鐵1號線 | 不使用                         |
| 4    | ●首都圈電鐵1號線 | 餅店、天安、新昌、仁川方向     |
| 5    | ●首都圈電鐵1號線 | 龍山、首爾、清涼里、逍遙山方向 |
| 6、7 | 不使用           |                                |

### 9號線月台
站體為2面2線側式月台的地下車站，候車月台設有月台幕門。剪票閘口位於地下1層，月台則位於地下2層。

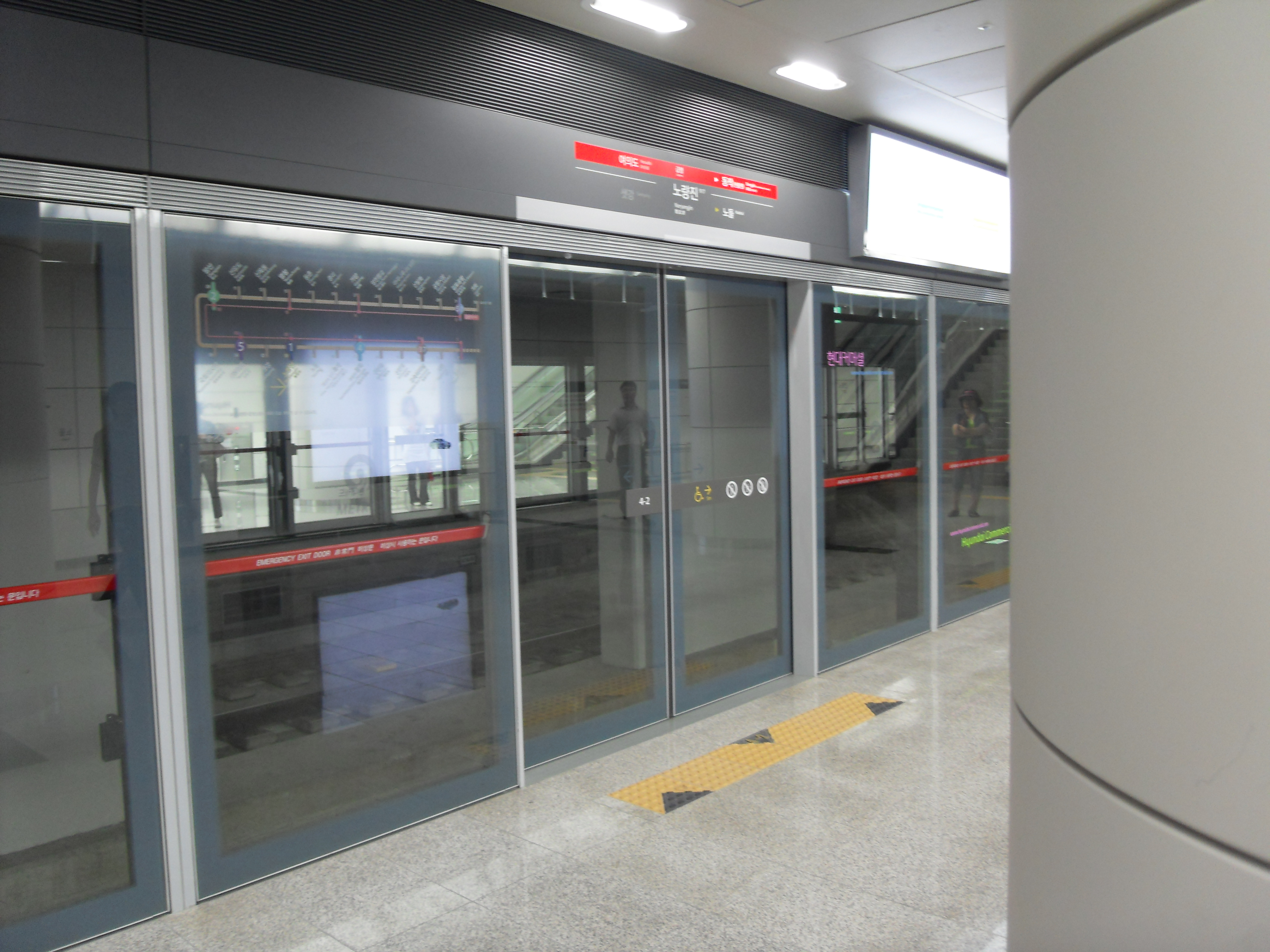
9號線候車月台

| 赛江 ↑ |
| \| 上  |
| ↓ 鷺得 |

| 月台 | 路線           | 目的地                                                         |
| ---- | -------------- | -------------------------------------------------------------- |
| 上行 | ●首爾地鐵9號線 | 汝矣島、開花方向                                               |
| 下行 | ●首爾地鐵9號線 | 銅雀、新論峴、綜合運動場、石村、奧林匹克公園、中央報勳醫院方向 |

## 歷史
- 1899年9月18日：京釜線仁川站－鷺梁津站區間開通的同時以普通站開始營業[2]。
- 1900年7月5日：漢江鐵橋竣工。
- 1900年7月8日：京釜線鷺梁津站－西大門站區間開通[3]。
- 1960年5月27日：升格為5級站。
- 1967年7月1日：停止處理貨物[4]。
- 1971年5月15日：新站舍竣工。
- 1974年8月15日：京釜線編入首都圈電鐵1號線。
- 1975年9月18日：建立鐵道始發地紀念碑。
- 2006年5月1日：停止處理小型貨物[5]。
- 2008年12月23日：民營站舍（朝鲜语：민자역사）開工。
- 2008年9月18日：9號線站名決定為鷺梁津站[6]。
- 2009年7月24日：9號線站體開通。
- 2011年10月5日：9號線轉乘通道開工[7]。
- 2014年5月3日－5月6日：因龍山站軌道工程關係，天安站急行在此站起終着。
- 2015年10月18日：鷺梁津站前行人天橋拆去[8]。
- 2015年10月31日：京釜線（1號線）與9號線連結的轉乘通道開通。
- 2016年12月26日：緩行月台啟用月台幕門。
- 2017年5月1日：ITX-青春（龍山－大田）急行列車開始停靠。
- 2017年7月7日：京仁線特急開始運行。
- 2018年3月23日：京釜線ITX-青春停止運行。

## 車站周邊
- 基督教電視台
- 柳韓洋行總行
- 鷺梁津水產市場
- 首爾鷺梁津初等學校
- 銅雀區廳
- 首爾銅雀警察署
- 銅雀圖書館
- 銅雀稅務署
- 死六臣公園（朝鲜语：사육신공원）

## 圖片

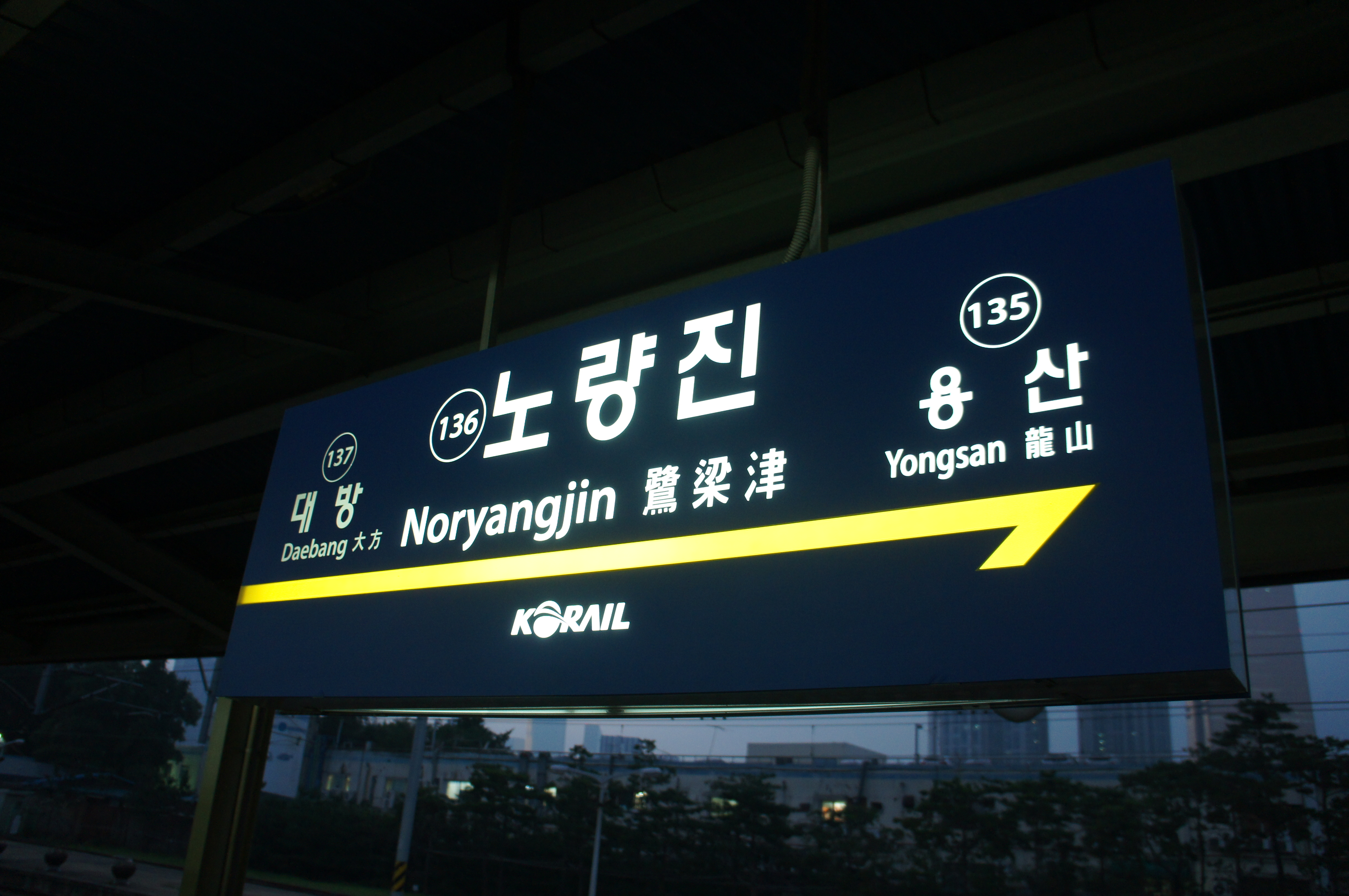
1號線站名牌
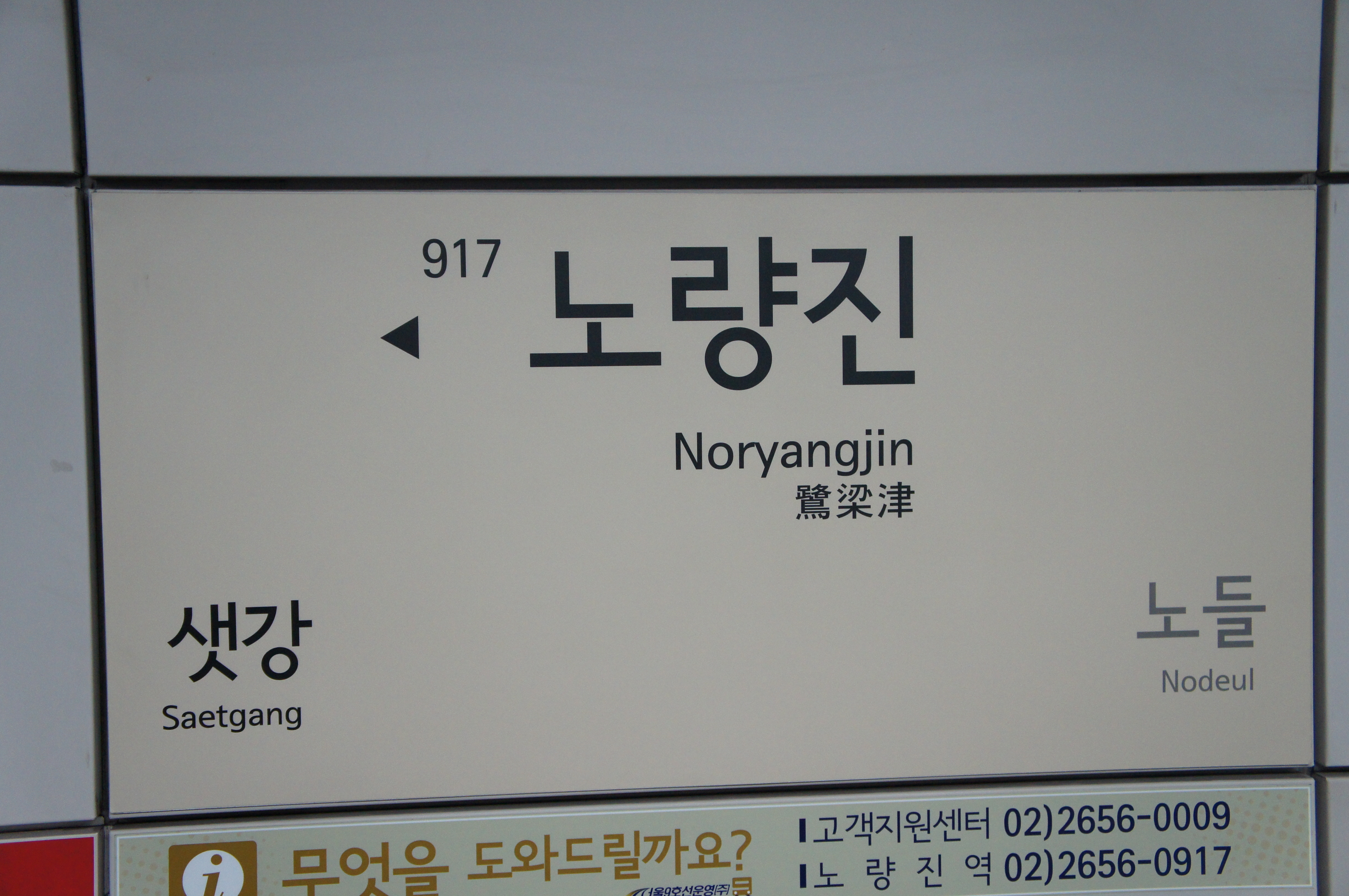
9號線站名牌
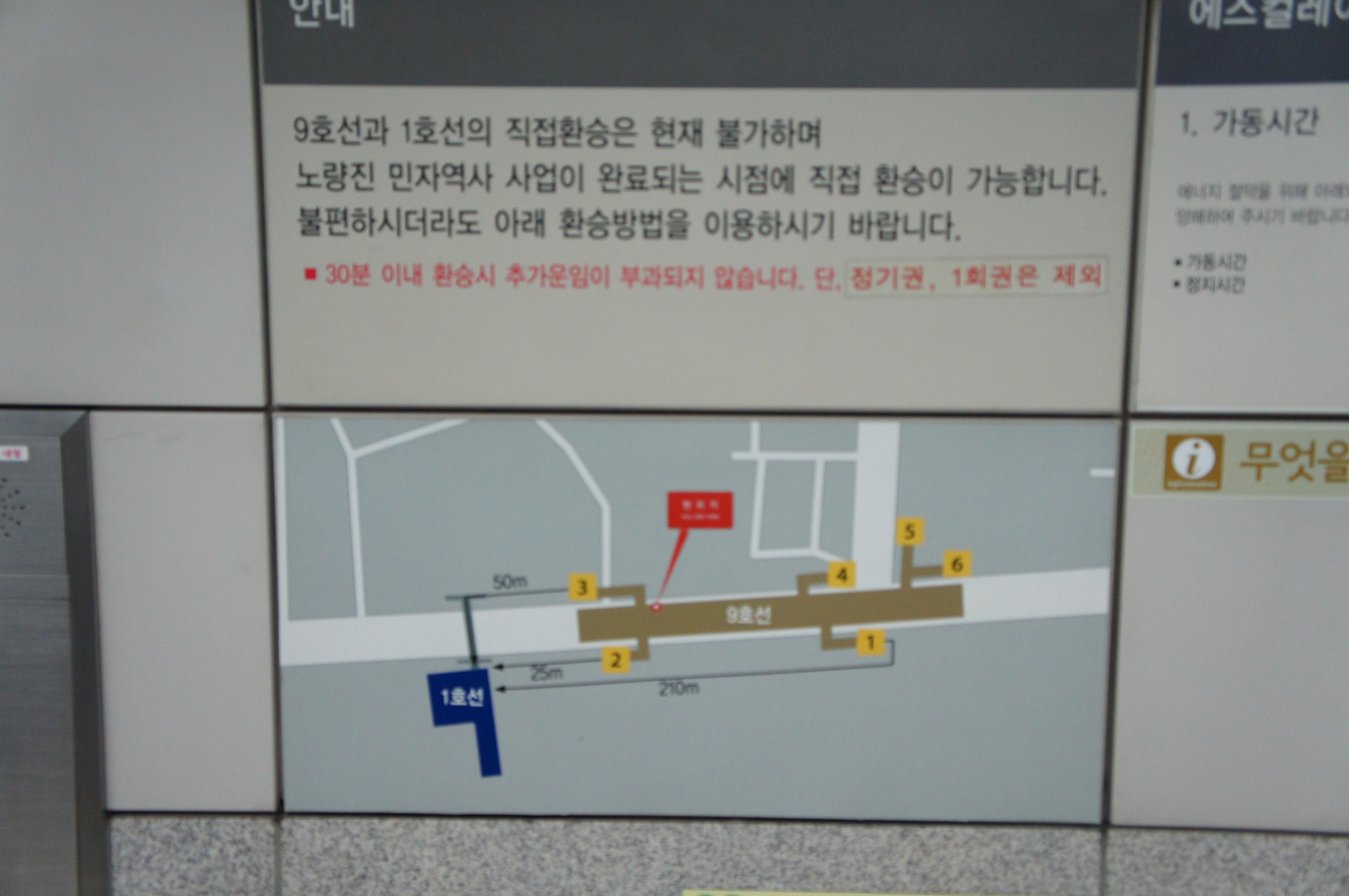
車站地圖
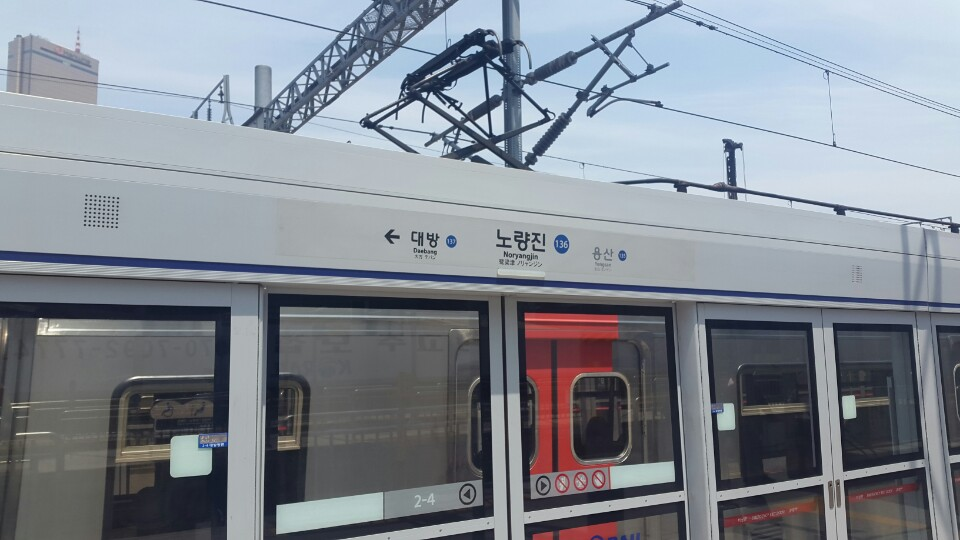
1號線月台門
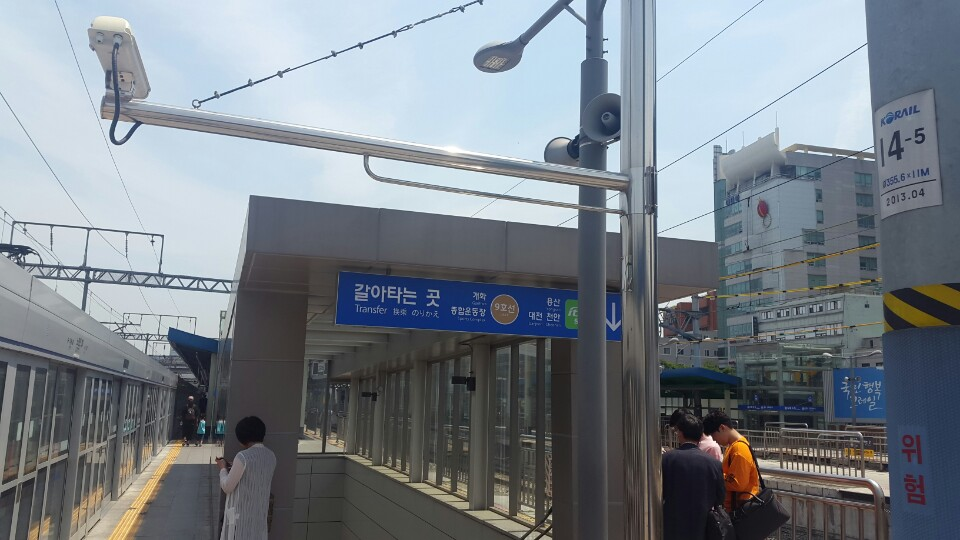
轉乘通道口
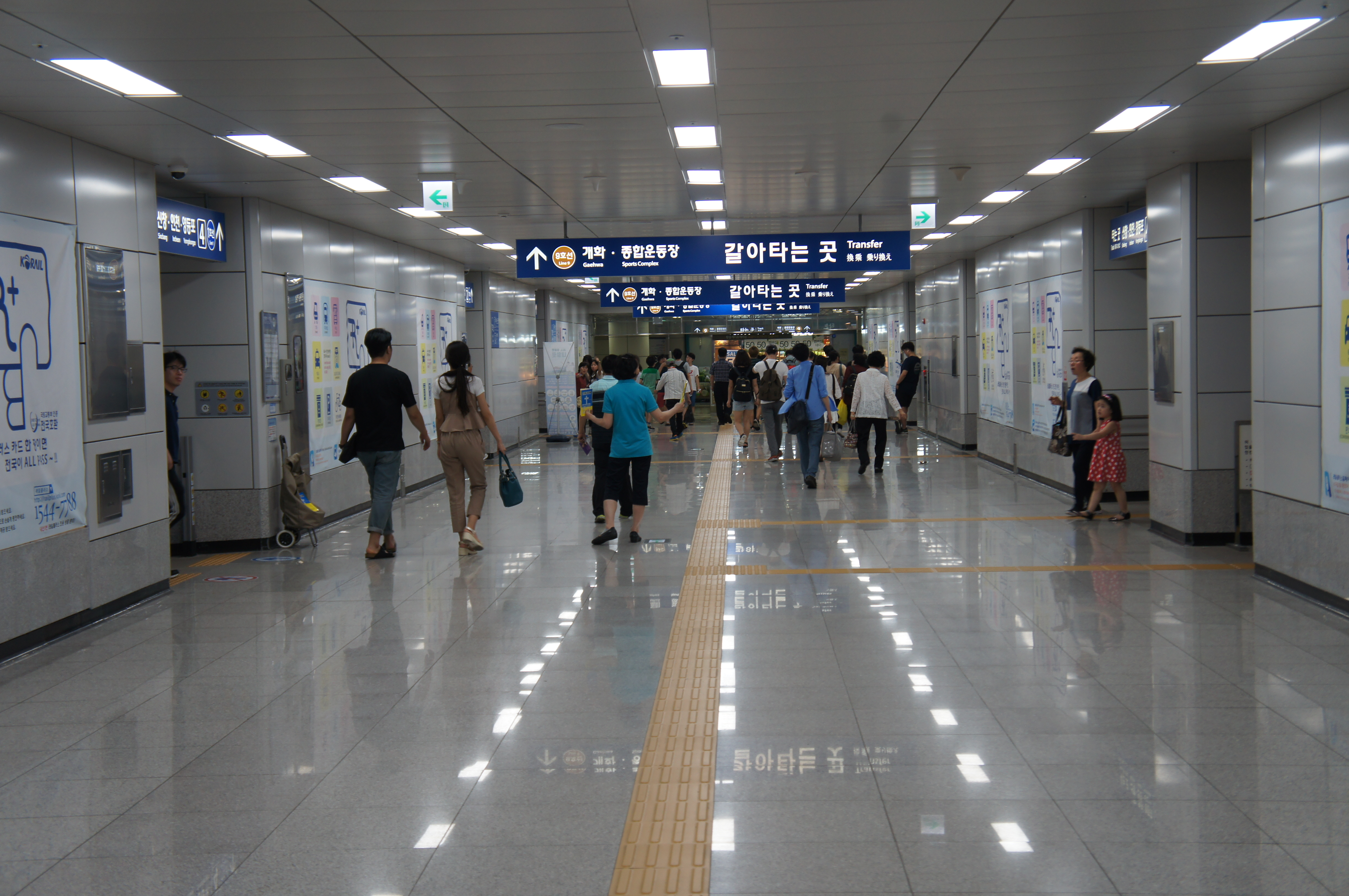
轉乘通道
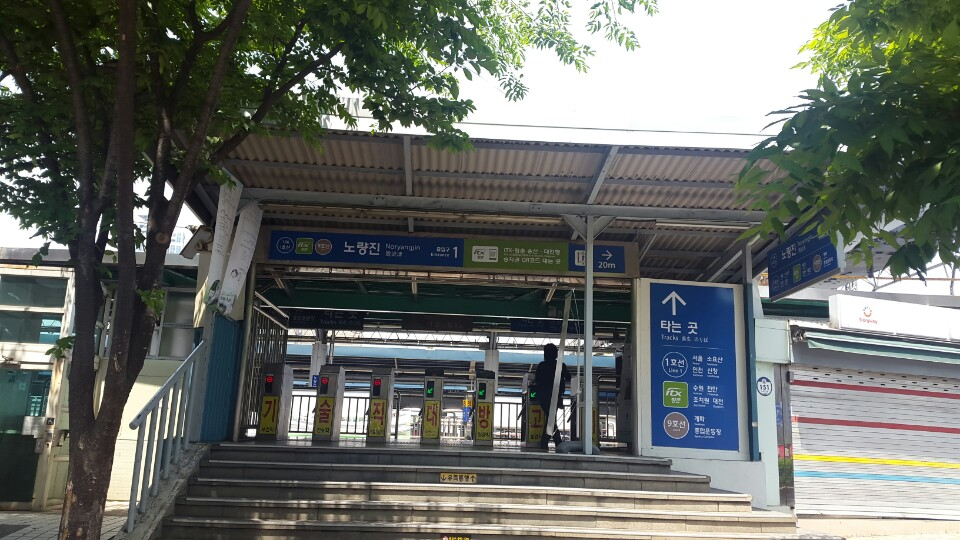
1號出口
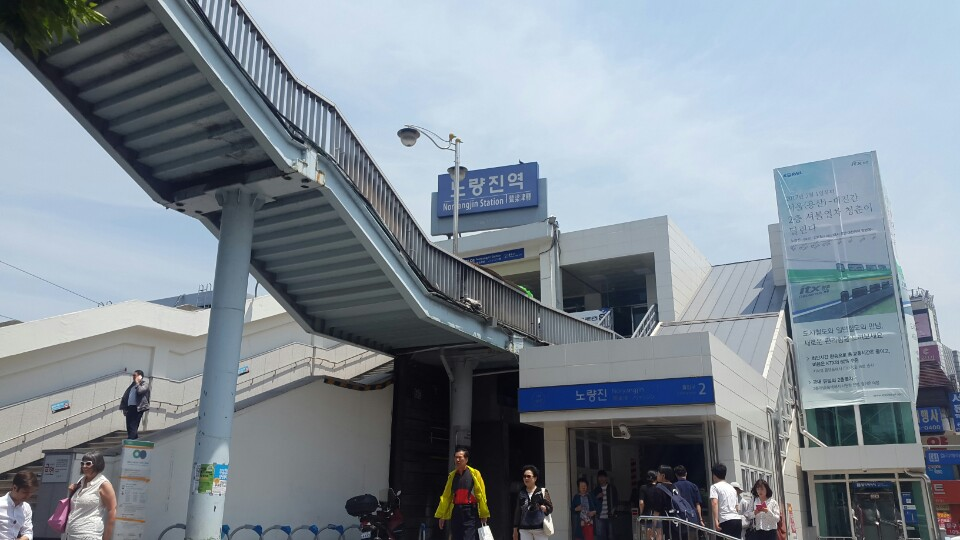
2號出口

## 運量
9號線的2009年資料只反映由開通日2009年7月24日起計至12月31日共161日。
| 路線  | 路線 | 每日平均乘車人數（人次） | 每日平均乘車人數（人次） | 每日平均乘車人數（人次） | 每日平均乘車人數（人次） | 每日平均乘車人數（人次） | 每日平均乘車人數（人次） | 每日平均乘車人數（人次） | 每日平均乘車人數（人次） | 每日平均乘車人數（人次） | 每日平均乘車人數（人次） | 備註   |
| 路線  | 路線 | 2000年                   | 2001年                   | 2002年                   | 2003年                   | 2004年                   | 2005年                   | 2006年                   | 2007年                   | 2008年                   | 2009年                   | 備註   |
| ----- | ---- | ------------------------ | ------------------------ | ------------------------ | ------------------------ | ------------------------ | ------------------------ | ------------------------ | ------------------------ | ------------------------ | ------------------------ | ------ |
| 1號線 | 乘車 | 37,993                   | 34,959                   | 35,883                   | 41,360                   | 33,082                   | 35,619                   | 36,352                   | 34,582                   | 32,550                   | 32,823                   | [ 9 ]  |
| 1號線 | 下車 | 33,359                   | 33,915                   | 38,709                   | 39,428                   | 33,697                   | 36,679                   | 37,270                   | 35,142                   | 33,161                   | 32,843                   | [ 9 ]  |
| 9號線 | 乘車 | 未開通                   | 未開通                   | 未開通                   | 未開通                   | 未開通                   | 未開通                   | 未開通                   | 未開通                   | 未開通                   | 14,737                   | [ 10 ] |
| 9號線 | 下車 | 未開通                   | 未開通                   | 未開通                   | 未開通                   | 未開通                   | 未開通                   | 未開通                   | 未開通                   | 未開通                   | 16,848                   | [ 10 ] |
| 路線  | 路線 | 每日平均乘車人數（人次） | 每日平均乘車人數（人次） | 每日平均乘車人數（人次） | 每日平均乘車人數（人次） | 每日平均乘車人數（人次） | 每日平均乘車人數（人次） | 每日平均乘車人數（人次） | 每日平均乘車人數（人次） | 每日平均乘車人數（人次） | 備註                     |        |
| 路線  | 路線 | 2010年                   | 2011年                   | 2012年                   | 2013年                   | 2014年                   | 2015年                   | 2016年                   | 2017年                   | 2018年                   | 備註                     |        |
| 1號線 | 乘車 | 37,489                   | 38,563                   | 38,841                   | 39,375                   | 40,659                   | 39,411                   | 27,737                   | 26,422                   | 24,280                   | [ 9 ]                    |        |
| 1號線 | 下車 | 36,978                   | 37,843                   | 38,230                   | 38,513                   | 39,884                   | 38,984                   | 27,565                   | 26,079                   | 23,746                   | [ 9 ]                    |        |
| 9號線 | 乘車 | 20,969                   | 24,128                   | 27,499                   | 29,636                   | 30,673                   | 35,114                   | 59,458                   | 64,130                   | 64,838                   | [ 10 ]                   |        |
| 9號線 | 下車 | 23,269                   | 26,256                   | 29,417                   | 31,512                   | 32,691                   | 36,838                   | 60,706                   | 65,320                   | 65,860                   | [ 10 ]                   |        |

## 相鄰車站
韓國鐵道公社
●首都圈電鐵1號線
京仁線特急
龍山（135）－鷺梁津（136）－新道林（140）
京仁線急行、京釜線A急行、京仁線緩行、京釜線緩行
龍山（135）－鷺梁津（136）－大方（137）
首爾市地鐵9號線
●首爾地鐵9號線
急行
汝矣島（915）－鷺梁津（917）－銅雀（920）
一般
賽江（916）－鷺梁津（917）－鷺得（918）